# 東郷神社 (福津市)

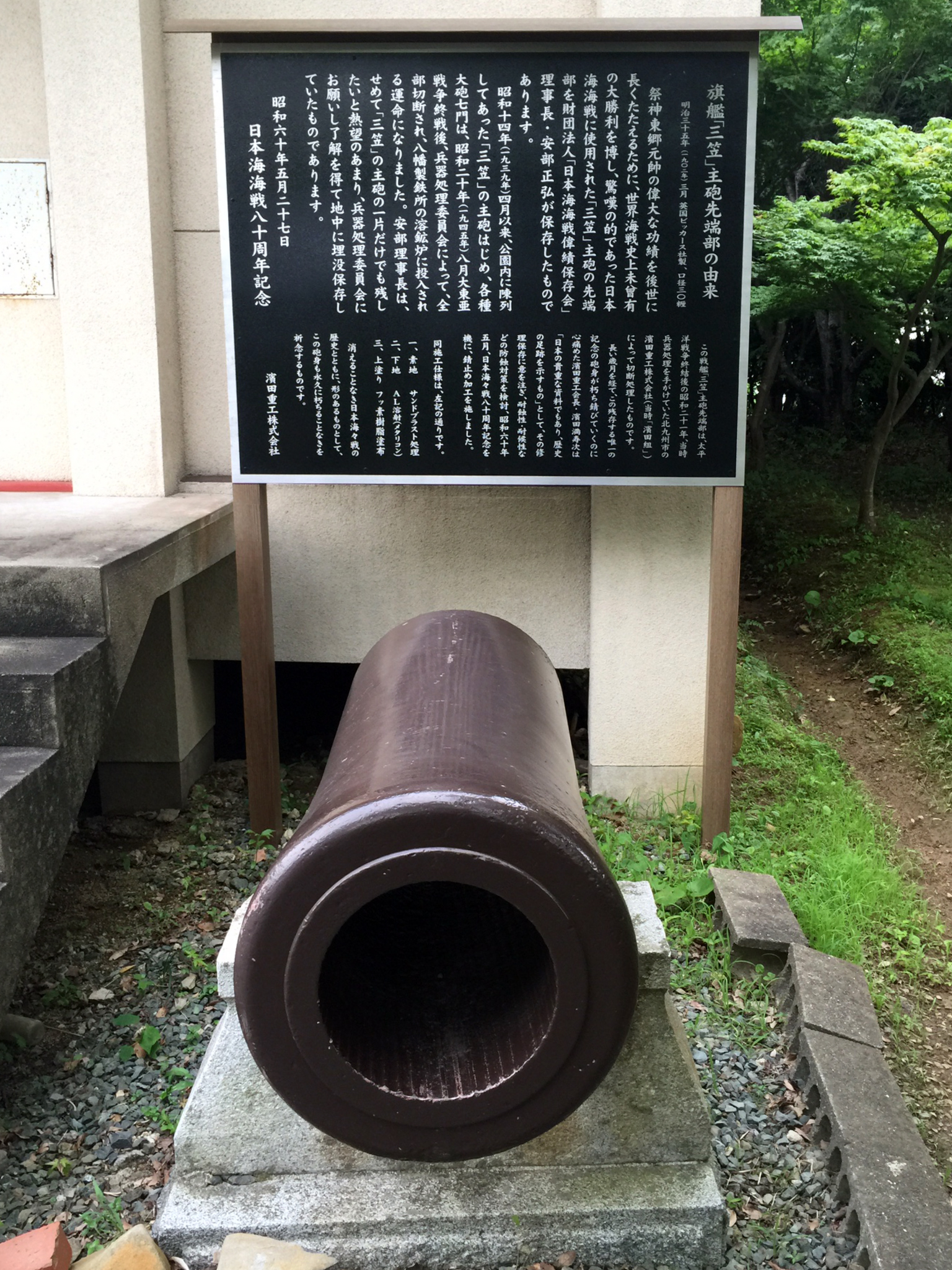
戦艦三笠　主砲先端

東郷神社（とうごうじんじゃ）は、福岡県福津市渡にある神社。

## 神社概説
日露戦争時、日本海海戦でロシアのバルチック艦隊を破り講和のきっかけを作った東郷平八郎元帥海軍大将を祭神とする。
福津市の北西部の海沿いにあり、玄海国定公園に指定されている大峰山の山頂付近にある。
生前の東郷との親交もあり、東郷の偉業に感銘した宗像郡津屋崎町（福津市の前身）出身の獣医師安部正弘の提唱によって1922年（大正11年）に計画された。

### 神社創建の経緯
安部正弘は、大分県立農学校獣医科、日本大学獣医学部、東京帝大駒場農科大学獣医専科で学んだ。1912年秋に熊本県立阿蘇農学校の獣医科担任となった。安部は、その後、伊地知竹と結婚した。義父は伊地知一海軍大佐で、鹿児島出身だった。安部は東京時代に東郷家に出入りしたこともあり、平八郎の弟の東郷実岳が結婚の仲立ちをした。日本海海戦記念事業への情熱は安部の個性による所が大だろうが、東郷家との縁も影響したはずである。阿蘇で三年半過ごした後、1916年に津屋崎町蔵屋敷で獣医師、装蹄師を開業し、1920年に津屋崎町町会議員に当選した。
1921年10月に安部は、日本海海戦記念保存会を発足させた。会長は中村清造（代議士）、副会長は吉永開（県会議員）、幹事長に安部正弘、評議員に郡内町村長とし、東郷平八郎、安河内福岡県知事、内務部長、警察部長、県会議員など多数の名士の賛助も得た。そして、東郷の承認を得て、大峯山を東郷公園と名付け、銘碑に島村速雄の書を刻んだ。1922年6月は、東郷公園内に日本海海戦記念碑建設の許可を得て、さらに九州帝大臨海実験所二階を全て借り受け、日本海戦記念館として記念品を陳列した。
1925年3月は、「沖ノ島」艦を買収し、津屋崎港近くに日本海海戦の展示館として一般公開することに成功した。「沖ノ島」艦は、日本海海戦で降伏した元ロシア軍艦アプラキシンを接収して改名したもので、佐世保軍港に所属した。これがワシントン海軍軍縮条約で廃艦になったので安部の熱心な運動で津屋崎町に譲渡されたのだった。
1926年３月に、日本海海戦記念保存会は、内相、海相から財団法人化の認可を受け、会名を「日本海戦偉蹟保存会」に変更した。同年、東郷公園内陸軍監視哨跡に、保存会役員の拠金で監視哨跡の碑を建立した。題字は東郷平八郎、碑文は森岡守成（陸軍大将）による。1927年５月、海軍記念日の祝祭典は宗像郡尚武会の主催により神湊で行われていたが、同年から1931年まで津屋崎と各年で行った。1932年からは宗像社で行われることになった。
1928年に記念館として仮受けた九州帝大臨海実験所が廃止され、家屋は津屋崎町役場となった。そのため、安部の私宅地内に仮記念館を設置した。1930年3月は、沖ノ島艦の所有権を津屋崎町から保存会に移転する手続きが承認された。同年、東京上野公園で日本海海戦二五周年記念事業「海と空の博覧会」（財団法人三笠保存会、日本産業協会の共催、海軍省後援）があり、その依頼を受け、保存会の記念品六〇数点を出品した。博覧会出品の謝金に三千円を得たので、1933年に私宅地内に建設していた仮記念館を閉鎖し、宮地嶽神社裏に記念館を建設した。1934年6月は、東郷公園内に日本海海戦記念碑が建ち、東郷平八郎の死去後に除幕式が行われた。1935年は、遺髪の奉安殿を建設した。
1938年6月は、佐世保海軍鎮守府から沖ノ島艦を軍用資材に提供せよとの命を受け、献納した鉄材の代金の一部は、海軍の水上偵察機「沖ノ島」号と化した。日中戦争から太平洋戦争と戦局が拡大すると、誰も公園の開発には見向きもしなくなり、東郷公園内には在郷軍人と青年団の監視哨が設けられ、太平洋戦争勃発後は海軍と陸軍の監視哨が作られ、講演の施設や建物もすべて県下中学校生徒の海洋訓練場に使用され、現役海軍将校が指導した。しかし、戦争末期には学徒は出陣や勤労動員に駆り出され、海洋訓練も自然中止となり、後に陸軍部隊が駐屯した。公園の周囲は塹壕や防空壕が張りめぐらされ、敵の上陸に備えることとなった。
この一連の日本海海戦記念事業が、宗像郡は無論、福岡県全体を巻き込んだのが東郷神社創建をめぐる動きである。東郷平八郎は、1934年5月30日に死去した。早くも、宗像郡町村会は、東郷神社建設申請嘆願書を小栗県知事に提出した。背景を『福日』紙は、「日本海大海戦ならびに東郷元帥にもつとも由緒深き福岡県宗像郡々民は玄海宗像に元帥の武勲を永久に保存さると同時に海国日本の守護神として東郷神社建設の輿論猛烈に起り」と説明した。神社の由緒を日本海海戦に求め、宗像郡民が最も深いと称した。同記事には神社地選定は「神徳を汚すものとしてふれぬことことに申合せた」とあるが、安部正弘らは津屋崎に東郷神社を誘致することを図り、そこが有力な候補地だったことは確かだろう 。そして同年6月14日に小栗知事は「県社東郷神社創立に関する意見書」を内相、陸海軍省に提出した。神社の神体は東郷の「遺品中より適当なるもの」とし、社格は「当初は県社とし適当の時期に別格官弊に列格」することを図った 。
東郷平八郎の死後、銅像、小公園、東郷記念館、東郷神社などの建設計画が全国から殺到していた。内務省は東郷神社創設の根本方針を決定した。すなわち、候補地は大体全国三か所とし、①東京（東郷在住の地＝東郷邸）、②鹿児島（東郷の出生地＝武岡東郷墓地付近）、③横須賀、舞鶴、呉（縁故地）、桑名（日本海海戦後伊勢神宮に戦勝報告）のうちから選定すること、社格は府県社とすることを決めた 。
結局、津屋崎の東郷公園も神社建設を願い出た数多の地 の一つに過ぎなかった。しかも、津屋崎に東郷神社が創建される見込みは既に薄かった。それでも、宗像郡に東郷神社を創建する機運は残り、1935 年3月は、津屋崎の東郷記念館に東郷平八郎の遺髪を安置し、福間駅から東郷公園に至る沿道は各戸ごとに日章旗を掲げて奉迎した。『福日』紙は「神社創建運動は之に依つて愈々促進するらしく、近く県より郡下23箇所の質地検証を行ふこととなつて居る」とも伝えた 。津屋崎住民も神社の創建を支持していたことが窺えるも、以降の神社創建に関する記事は同紙からは見いだせない。
1936年2月の『内務時報』には、東郷平八郎を祭神とする神社の創立を希望する請願が多く、熱悦だったので、神社調査会で協議をしたという。そして、「将来は元帥の尤も縁故深き土地と認められる常住地面たりし東京市と其出産地たりし鹿児島市とに神社の創立を許すことゝし、其の他の地方に於ては特別の理由なき限り許可せられないことゝとなつた」、財団法人東郷元帥記念会の寄付金を東京原宿の神社創建の経費に充てる、と ある。
結局は、1940年の原宿の東郷神社創建への方向性が明確となり、津屋崎はじめ他の東郷神社創建が許可される見込みはなくなった。結果的に、津屋崎の東郷神社で、鳥居や社殿が造られ現在の形が整ったのは、1971年５月だった。安部正弘はその２ヶ月後の7月6日に死去した 。

### 東郷公園と福岡県、海軍の名士たち
東郷公園は、神社が建たなくとも、地域の東郷熱を吸収し、実質的に東郷神社として機能した。
東郷公園並びに記念館には福岡県内外、海軍、宗像郡の名士や団体が数多訪れた。主だった者しか記述できないが、賀陽宮恒憲王（1926年）、帝国教育会長の永田秀次郎（1942年）、農林大臣の山崎達之輔（1942年）に加え、福岡県知事は、松本学（1929年）、小栗一雄（1934年）、畑山四男美（1935年）、児玉九一（1939年）、赤松小寅（1942年）と多く訪れた。福岡県会議長の神崎勲（1929年）、福岡警察部長の数藤鉄臣（1942年）、頭山満（1936年）も訪れた。団体は、八幡製鉄所の在郷軍人会一同（1926年）、宇美炭鉱幹部一同（1927年）、東邦電力名島発電所従業員と家族（1935年）、福岡工業学校の職員生徒一同（1935年）、筑参鉄道従業員一同（1936年）、宗像高等女学校奉仕作業の136名（1939昭和一四年）、福岡女子商業学校の491名（1942年）、宗像郡海洋少年団指導者講習員の32名（1942年）などである。1941年は太刀洗飛行連隊が戦闘機を派遣した。
海軍軍人は、連合艦隊司令長官の高橋三吉（1935年）、佐世保鎮守府司令長官の百武三郎（1926年）、米内光政（1934年）、呉鎮守府司令長官の藤田尚徳（1935年）に加え、海軍大将では、有馬良橘（1933年）、斎藤実（1935年）、塩沢幸一（1937年）、竹下勇（1941年）などである。東郷元帥夫人の妹、税所えいも訪れた。

### 東郷神社の現在
現在の東郷神社の境内の宝物館前には戦艦「三笠」の主砲の先端や弾が展示されている。宝物館館内には「三笠」の模型や東郷の書簡、傷痍軍人に贈られた杖や勲章などが展示されている。
日本海海戦が行われた日である5月27日（旧海軍記念日）には春季大祭が、東郷の誕生日である12月22日には元帥誕生祭が行われる。
神社の周辺は東郷公園（大峰山自然公園）として整備され、大峰山の山頂には戦艦三笠の艦橋を模した日本海海戦紀念碑が建ち、空気が澄んでいる日は小呂島、沖ノ島、壱岐、対馬が見えることもある。

## 交通
- JR九州鹿児島本線福間駅から西鉄バス5番津屋崎橋行き乗車、終点下車徒歩21分(1.7km)。
- マイカーの場合、九州自動車道古賀インターチェンジから約11㎞。
- 駐車場あり